# Ліптовська Сєлніца
Ліптовська Сєлніца (словац. Liptovská Sielnica) — село, громада округу Ліптовський Мікулаш, Жилінський край, регіон Ліптов. Кадастрова площа громади — 17,24 км².
Населення 600 осіб (станом на 31 грудня 2018 року).

## Історія
Ліптовська Сєлніца згадується 1256 року.

## Населення
| Рік:            | 1994. | 2004.    | 2014.   | 2024.   |
| --------------- | ----- | -------- | ------- | ------- |
| Кількість осіб: | 440   | 609      | 607     | 589     |
| Різниця:        |       | +38,40 % | -0,32 % | -2,96 % |

| Рік:            | 2023. | 2024.   |
| --------------- | ----- | ------- |
| Кількість осіб: | 603   | 589     |
| Різниця:        |       | -2,32 % |